# フィリップ・ペントケ
フィリップ・ペントケ（1985年5月1日 - ）はドイツのサッカー選手。ポジションはGK。1.FCケルン所属。

## 経歴
TSV1860ミュンヘンのセカンドチームからFCアウクスブルク、エネルギー・コットブスのセカンドチームを経て、2009年にケムニッツFCに加入し正ゴールキーパーとして183試合に出場した。しかし、2014-14シーズン終了時に戦力外となる。同時に、SSVヤーン・レーゲンスブルクに加入した。2016-17シーズンにはTSV1860ミュンヘンとの2. ブンデスリーガ昇格をかけたプレーオフに出場。相手サポーターからの妨害に遭いながらもゴールマウスを守り、昇格に貢献した。
2019年にはTSG1899ホッフェンハイムに移籍した。2020年12月には、ホッフェンハイムとの契約を2022年まで延長した。
2023年8月1日、1.FCケルンに移籍した。